# Bir Foda
Bir Foda là một đô thị thuộc tỉnh Msila, Algérie. Dân số thời điểm năm 2002 là 4.463 người.